# Кенія на літніх Олімпійських іграх 2008
Кенія на літніх Олімпійських іграх 2008 року в Пекіні була представлена 46 спортсменами (28 чоловіками та 18 жінками) у 5 видах спорту: легка атлетика, бокс, плавання, веслування і тхеквондо. Прапороносцем на церемонії відкриття Олімпійських ігор була бігунка Грейс Моманьї.
Країна вдванадцяте брала участь у літніх Олімпійських іграх. Кенійські олімпійці здобули 16 медалей — шість золотих, чотири срібних та шість бронзових. У неофіційному заліку Кенія зайняла 13 загальнокомандне місце.

## Медалісти
| Медаль | Спортсмен         | Вид спорту     | Дисципліна                     |
| ------ | ----------------- | -------------- | ------------------------------ |
| Золото | Памела Джелімо    | Легка атлетика | 800 м, жінки                   |
| Золото | Брімін Кіпруто    | Легка атлетика | 3000 м з перешкодами, чоловіки |
| Золото | Вілфред Бунґей    | Легка атлетика | 800 м, чоловіки                |
| Золото | Ненсі Ланґат      | Легка атлетика | 1500 м, жінки                  |
| Золото | Семюел Ванджиру   | Легка атлетика | марафон, чоловіки              |
| Золото | Асбел Кіпроп      | Легка атлетика | 1500 м, чоловіки               |
| Срібло | Джанет Джепкосґей | Легка атлетика | 800 м, жінки                   |
| Срібло | Кетрін Ндереба    | Легка атлетика | марафон, жінки                 |
| Срібло | Юніс Джепкорір    | Легка атлетика | 3000 м з перешкодами, жінки    |
| Срібло | Еліуд Кіпчоге     | Легка атлетика | 5000 м, чоловіки               |
| Бронза | Річард Матілонґ   | Легка атлетика | 3000 м з перешкодами, чоловіки |
| Бронза | Міка Коґо         | Легка атлетика | 10000 м, чоловіки              |
| Бронза | Альфред Кірва Єго | Легка атлетика | 800 м, чоловіки                |
| Бронза | Едвін Сой         | Легка атлетика | 5000 м, чоловіки               |
| Бронза | Сильвія Кібет     | Легка атлетика | 5000 м, жінки                  |
| Бронза | Лінет Масаї       | Легка атлетика | 10000 м, жінки                 |

## Академічне веслування
| Спортсмен             | Дисципліна         | Гіти    | Гіти   | Чвертьфінали | Чвертьфінали | Півфінали | Півфінали | Фінал   | Фінал |
| Спортсмен             | Дисципліна         | Час     | Місце  | Час          | Місце        | Час       | Місце     | Час     | Місце |
| --------------------- | ------------------ | ------- | ------ | ------------ | ------------ | --------- | --------- | ------- | ----- |
| Меттью Лідайва Мванге | одиночки, чоловіки | 8:16.09 | 6 SE/F | Bye          | Bye          | 7:49.17   | 4 FF      | 7:52:59 | 30    |

## Бокс
| Спортсмен             | Категорія | 1/32                            | 1/16               | Чвертьфінал        | Півфінал           | Фінал              | Фінал      |
| Спортсмен             | Категорія | Суперник Результат              | Суперник Результат | Суперник Результат | Суперник Результат | Суперник Результат | Місце      |
| --------------------- | --------- | ------------------------------- | ------------------ | ------------------ | ------------------ | ------------------ | ---------- |
| Сулейман Білалі       | до 48 кг  | Вінтон Монтеро (DOM) L 3–9      | не пройшов         | не пройшов         | не пройшов         | не пройшов         | не пройшов |
| Бернард Нгумба Ірунгу | до 51 кг  | Тулашбой Донійоров (UZB) L 1–10 | не пройшов         | не пройшов         | не пройшов         | не пройшов         | не пройшов |
| Ніколас Окот          | до 57 кг  | Артуро Сантос Реєс (MEX) L 2–6  | не пройшов         | не пройшов         | не пройшов         | не пройшов         | не пройшов |
| Азіз Алі              | до 81 кг  | Баграм Музаффер (TUR) L 3–8     | не пройшов         | не пройшов         | не пройшов         | не пройшов         | не пройшов |

## Легка атлетика
Трекові та шосейні дисципліни
| Спортсмен                | Дисципліна                     | Гіт           | Гіт           | Півфінал   | Півфінал   | Фінал        | Фінал        |
| Спортсмен                | Дисципліна                     | Результат     | Місце         | Результат  | Місце      | Результат    | Місце        |
| ------------------------ | ------------------------------ | ------------- | ------------- | ---------- | ---------- | ------------ | ------------ |
| Вінсент Мумо Кіїлу       | 400 м, чоловіки                | 46.79         | 7             | не пройшов | не пройшов | не пройшов   | не пройшов   |
| Вілфред Бунґей           | 800 м, чоловіки                | 1:44.90       | 1 Q           | 1:46.23    | 1 Q        | 1:44.65 SB   | 1            |
| Боаз Кіплагат Лаланг     | 800 м, чоловіки                | 1:45.72       | 2 Q           | 1:45.87    | 3          | не пройшов   | не пройшов   |
| Альфред Кірва Єго        | 800 м, чоловіки                | 1:46.04       | 2 Q           | 1:44.73    | 1 Q        | 1:44.82      | 3            |
| Августин Чоге            | 1500 м, чоловіки               | 3:35.47       | 3 Q           | 3:37.54    | 4 Q        | 3:35.50      | 10           |
| Асбел Кіпроп             | 1500 м, чоловіки               | 3:41.28       | 1 Q           | 3:37.04    | 1 Q        | 3:33.11      | 1            |
| Ніколас Кіптануї Кембої  | 1500 м, чоловіки               | 3:41.56       | 11            | не пройшов | не пройшов | не пройшов   | не пройшов   |
| Еліуд Кіпчоге            | 5000 м, чоловіки               | 13:37.50      | 2 Q           | Н/Д        | Н/Д        | 13:02.80     | 2            |
| Томас Лонгосіва          | 5000 м, чоловіки               | 13:41.30      | 4 Q           | Н/Д        | Н/Д        | 13:31.34     | 12           |
| Едвін Сой                | 5000 м, чоловіки               | 13:46.41      | 1 Q           | Н/Д        | Н/Д        | 13:06.22     | 3            |
| Міка Коґо                | 10000 м, чоловіки              | Н/Д           | Н/Д           | Н/Д        | Н/Д        | 27:04.11 SB  | 3            |
| Мозес Масаї              | 10000 м, чоловіки              | Н/Д           | Н/Д           | Н/Д        | Н/Д        | 27:04.11 SB  | 4            |
| Мартін Мататі            | 10000 м, чоловіки              | Н/Д           | Н/Д           | Н/Д        | Н/Д        | 27:08.25 PB  | 7            |
| Єзекіїль Кембой          | 3000 м з перешкодами, чоловіки | 8:17.55       | 4 Q           | Н/Д        | Н/Д        | 8.16.38      | 7            |
| Брімін Кіпруто           | 3000 м з перешкодами, чоловіки | 8:23.53       | 2 Q           | Н/Д        | Н/Д        | 8.10.34 SB   | 1            |
| Річард Матілонґ          | 3000 м з перешкодами, чоловіки | 8:19.87       | 2 Q           | Н/Д        | Н/Д        | 8.11.01      | 3            |
| Люк Кібет                | марафон, чоловіки              | Н/Д           | Н/Д           | Н/Д        | Н/Д        | не фінішував | не фінішував |
| Маотін Лель              | марафон, чоловіки              | Н/Д           | Н/Д           | Н/Д        | Н/Д        | 2:10:24      | 5            |
| Семюел Ванджиру          | марафон, чоловіки              | Н/Д           | Н/Д           | Н/Д        | Н/Д        | 2:06:32 OR   | 1            |
| Девід Кімутаї            | ходьба, 20 км, чоловіки        | Н/Д           | Н/Д           | Н/Д        | Н/Д        | 1:22:21      | 19           |
| Елізабет Мутука          | 400 м, жінки                   | не стартувала | не стартувала | не пройшла | не пройшла | не пройшла   | не пройшла   |
| Памела Джелімо           | 800 м, жінки                   | 2:03.18       | 1 Q           | 1:57.31    | 2 Q        | 1:54.87      | 1            |
| Джанет Джепкосґей        | 800 м, жінки                   | 1:59.72       | 1 Q           | 1:57.28    | 1 Q        | 1:56.07 SB   | 2            |
| Ірен Джелагат            | 1500 м, жінки                  | 4:09.92       | 9             | Н/Д        | Н/Д        | не пройшла   | не пройшла   |
| Віола Кібівот            | 1500 м, жінки                  | 4:15.62       | 5             | Н/Д        | Н/Д        | не пройшла   | не пройшла   |
| Ненсі Ланґат             | 1500 м, жінки                  | 4:03.02 SB    | 1 Q           | Н/Д        | Н/Д        | 4:00.23 PB   | 1            |
| Вів'єн Черуйот           | 5000 м, жінки                  | 14:57.27      | 2 Q           | Н/Д        | Н/Д        | 15:46.32     | 5            |
| Пріска Джеплетінг Чероно | 5000 м, жінки                  | 14:58.07      | 4 Q           | Н/Д        | Н/Д        | 15:51.78     | 11           |
| Сильвія Кібет            | 5000 м, жінки                  | 15:10.37      | 2 Q           | Н/Д        | Н/Д        | 15:44.96     | 3            |
| Пеніна Арусеї            | 10000 м, жінки                 | Н/Д           | Н/Д           | Н/Д        | Н/Д        | 31:39.87     | 18           |
| Лінет Масаї              | 10000 м, жінки                 | Н/Д           | Н/Д           | Н/Д        | Н/Д        | 30:26.50     | 3            |
| Люсі Вангуї Кабуу        | 10000 м, жінки                 | Н/Д           | Н/Д           | Н/Д        | Н/Д        | 30:39.96     | 7            |
| Юніс Джепкорір           | 3000 м з перешкодами, жінки    | 9:21.31       | 1 Q           | Н/Д        | Н/Д        | 9:07.41      | 2            |
| Рут Босіборі             | 3000 м з перешкодами, жінки    | 9:19.75       | 2 Q           | Н/Д        | Н/Д        | 9:17.35      | 6            |
| Марта Кому               | марафон, жінки                 | Н/Д           | Н/Д           | Н/Д        | Н/Д        | 2:27:23      | 5            |
| Саліна Косгеї            | марафон, жінки                 | Н/Д           | Н/Д           | Н/Д        | Н/Д        | 2:29:28      | 10           |
| Кетрін Ндереба           | марафон, жінки                 | Н/Д           | Н/Д           | Н/Д        | Н/Д        | 2:27:06      | 2            |

## Плавання
| Спортсмен       | Дисципліна                     | Гіт   | Гіт   | Півфінал   | Півфінал   | Фінал      | Фінал      |
| Спортсмен       | Дисципліна                     | Час   | Місце | Час        | Місце      | Час        | Місце      |
| --------------- | ------------------------------ | ----- | ----- | ---------- | ---------- | ---------- | ---------- |
| Девід Данфорд   | 50 м вільним стилем, чоловіки  | 22.29 | 20    | не пройшов | не пройшов | не пройшов | не пройшов |
| Джейсон Данфорд | 100 м вільним стилем, чоловіки | 49.06 | 24    | не пройшов | не пройшов | не пройшов | не пройшов |
| Джейсон Данфорд | 100 м батерфляєм, чоловіки     | 51.14 | 4 Q   | 51.33      | 5 Q        | 51.47      | 5          |

## Тхеквондо
| Спортсмен      | Категорія          | 1/16                  | Чвертьфінал        | Півфінал           | Втішний раунд              | Бій за бронзу               | Фінал              | Фінал      |
| Спортсмен      | Категорія          | Суперник Результат    | Суперник Результат | Суперник Результат | Суперник Результат         | Суперник Результат          | Суперник Результат | Місце      |
| -------------- | ------------------ | --------------------- | ------------------ | ------------------ | -------------------------- | --------------------------- | ------------------ | ---------- |
| Діксон Вамвірі | до 58 кг, чоловіки | Чу Муєнь (TPE) L 0–7  | не пройшов         | не пройшов         | не пройшов                 | не пройшов                  | не пройшов         | не пройшов |
| Мілдред Аланго | до 49 кг, жінки    | У Цзін'юй (CHN) L 0–7 | не пройшов         | не пройшов         | Ганна Зайк (SWE) W 2–2 SUP | Далія Контрерас (VEN) L 0–1 | не пройшов         | 5          |